# بيث ويلسون
بيث ويلسون (بالإنجليزية: Beth Wilson)‏ هي موظفة مدنية أسترالية، ولدت في 1949.